# Municipio de Ixmatlahuacan
El municipio de Ixmatlahuacan se encuentra ubicado en la zona sur del estado mexicano de Veracruz en la región llamada del Papaloapan,  es uno de los 212 municipios de la entidad. Su cabecera es la localidad de Ixmatlahuacan.

## Toponimia
El nombre es un vocablo nahuatl que significa: "lugar de los que tienen redes de algodón".

## Historia
En el siglo XV esta zona fue conquistada por los aztecas. En el siglo XVI, a la llegada de los españoles, este pueblo junto con Tatayan y Acula pertenecían a la jurisdicción de Puctla. Después de la conquista este pueblo junto con los demás que pertenecían a Puctla fueron encomendados a Rodrigo de Castañeda.
En 1831, el pueblo tenía municipalidad y colindaba al norte con Tlalixcoyan, al oriente con el pueblo de Amatlán (Amatitlán), al sur con el pueblo de Cosamaloapan, y al poniente con la hacienda de las Lomas. Producía maíz, algodón, frijol y frutas; su comercio consistía en la venta de los mismos. La población total era de 647 personas (187 hombres y 214 mujeres). La iglesia del pueblo era de madera con techumbre de zacate. Existían dos caminos uno hacia Cosamaloapan y el otro hacia Veracruz, que se volvía intransitable en la temporada de lluvias.
A fines del siglo XIX, debido al alto volumen de producción de algodón el pueblo recibió a inmigrantes, tanto de lugares cercanos como Cosamaloapan, y otros lugares de la república, incluso en el pueblo se asientó un grupo de italianos provenientes de los pueblos calabreses de Sant Agata de Esaro y San Sosti. 
En 1905, se expide el decreto por el que se establecen los límites entre los municipios de Ixmatlahuacan y Acula.
En la época de la revolución mexicana, en la región proliferan varios grupos de bandoleros que se dedicaban al asalto y secuestro, por lo que la mitad de la población emigró a otros lugares más seguros como Cosamaloapan y Carlos A. Carrillo. 
El 5 de noviembre de 1932, por decreto se elimina el nombre de Santiago, quedando oficialmente solo el de Ixmatlahuacan. 

## Localización
Está ubicado en las coordenadas 18°27” latitud norte y 95°50” longitud oeste, y cuenta con una altura de 10 m s. n. m.

## Límites
Sus límites son:
- Norte: Acula, Alvarado e  Ignacio de la Llave

- Sur: Cosamaloapan.

- Este: Acula,  Amatitlán y  Carlos A. Carrillo.

- Oeste:  Benito Juárez.

## Clima
Ixmatlahuacan tiene un clima principalmente cálido con lluvias casi todo el verano y en otoño.

## Población
El municipio lo conforman 162 localidades en las cuales habitan 5,669 personas, es un municipio categorizado como Rural.

## Fiestas
El municipio de Ixmatlahuacan celebra sus tradicionales fiestas en el mes de abril con el carnaval y del 27 al 31 de mayo las fiestas populares en honor a la Ascensión del Señor y el 25 de julio las fiestas del Señor Santiago.